# ألبرتو رودريغوس
ألبرتو رودريغوس (بالإنجليزية: Alberto Rodrigues)‏ هو لاعب هوكي الحقل وطبيب وسياسي بريطاني (وحمل سابقاً جنسية المملكة المتحدة لبريطانيا العظمى وأيرلندا)، ولد في 5 نوفمبر 1911 في هونغ كونغ البريطانية في المملكة المتحدة، وتوفي في 5 فبراير 2006 في هونغ كونغ في الصين.